# Discografia de Ray Charles
Esta é uma discografia do músico americano Ray Charles.

## Álbuns

### Atlantic
| Ano  | Álbum                            | US | Gravadora |
| ---- | -------------------------------- | -- | --------- |
| 1957 | Ray Charles                      | —  | Atlantic  |
| 1957 | The Great Ray Charles            | —  | Atlantic  |
| 1958 | Yes Indeed!                      | —  | Atlantic  |
| 1958 | Soul Brothers (com Milt Jackson) | —  | Atlantic  |
| 1959 | Ray Charles at Newport           | —  | Atlantic  |
| 1959 | What'd I Say                     | 20 | Atlantic  |
| 1959 | The Genius of Ray Charles        | 17 | Atlantic  |
| 1959 | The Original Ray Charles         | —  | Hollywood |
| 1959 | The Fabulous Ray Charles         | —  | Hollywood |
| 1960 | Ray Charles in Person            | 13 | Atlantic  |
| 1961 | The Genius Sings the Blues       | 52 | Atlantic  |
| 1961 | Soul Meeting (com Milt Jackson)  | —  | Atlantic  |
| 1961 | The Genius After Hours           | 49 | Atlantic  |

### ABC
| Ano  | Álbum                                                 | Pico | Pico | Gravadora       |
| Ano  | Álbum                                                 | US   | UK   | Gravadora       |
| ---- | ----------------------------------------------------- | ---- | ---- | --------------- |
| 1960 | The Genius Hits the Road                              | 9    | —    | ABC             |
| 1961 | Dedicated to You                                      | 11   | —    | ABC             |
| 1961 | Ray Charles and Betty Carter                          | 52   | —    | ABC             |
| 1961 | Genius + Soul = Jazz                                  | 4    | —    | ABC             |
| 1962 | Ray Charles Greatest Hits                             | 5    | 16   | ABC             |
| 1962 | Modern Sounds in Country and Western Music            | 1    | 6    | ABC             |
| 1962 | Modern Sounds in Country and Western Music Volume Two | 2    | 15   | ABC             |
| 1963 | Ingredients in a Recipe for Soul                      | 2    | —    | ABC             |
| 1964 | Sweet & Sour Tears                                    | 9    | —    | ABC             |
| 1964 | Have a Smile with Me                                  | 36   | —    | ABC             |
| 1965 | Live in Concert                                       | 80   | —    | ABC             |
| 1965 | Together Again                                        | 116  | —    | ABC             |
| 1966 | Crying Time                                           | 15   | —    | ABC / Tangerine |
| 1966 | Ray's Moods                                           | 52   | —    | ABC / Tangerine |
| 1967 | Invites You to Listen                                 | 76   | —    | ABC / Tangerine |
| 1968 | A Portrait of Ray                                     | 51   | —    | ABC / Tangerine |
| 1968 | I'm All Yours Baby!                                   | 167  | —    | ABC / Tangerine |
| 1969 | Doing His Thing                                       | 172  | —    | ABC / Tangerine |
| 1970 | My Kind of Jazz                                       | 155  | —    | Tangerine       |
| 1970 | Love Country Style                                    | 155  | —    | ABC / Tangerine |
| 1971 | Volcanic Action of My Soul                            | 52   | —    | ABC / Tangerine |
| 1972 | A Message From the People                             | 52   | —    | ABC / Tangerine |
| 1972 | Through the Eyes of Love                              | 186  | —    | ABC / Tangerine |
| 1972 | Jazz Number II                                        | —    | —    | Tangerine       |

### 1973–2004
| Ano  | Álbum                                                                   | Pico | Pico       | Pico | Pico | Gravadora                 |
| Ano  | Álbum                                                                   | US   | US Country | CAN  | UK   | Gravadora                 |
| ---- | ----------------------------------------------------------------------- | ---- | ---------- | ---- | ---- | ------------------------- |
| 1974 | Come Live with Me                                                       | 206  | —          | —    | —    | Crossover                 |
| 1975 | Renaissance                                                             | 175  | —          | —    | —    | Crossover                 |
| 1975 | My Kind of Jazz Part 3                                                  | —    | —          | —    | —    | Crossover                 |
| 1975 | Live in Japan                                                           | —    | —          | —    | —    | Crossover                 |
| 1976 | Porgy and Bess (com Cleo Laine)                                         | 138  | —          | —    | —    | RCA                       |
| 1977 | True to Life                                                            | 78   | —          | —    | —    | Atlantic                  |
| 1978 | Love & Peace                                                            | —    | —          | —    | —    | Atlantic                  |
| 1978 | The Tender Side of Ray Charles                                          | —    | —          | —    | —    | SMI Courtesy of Crossover |
| 1979 | Ain't It So                                                             | 204  | —          | —    | —    | Atlantic                  |
| 1980 | Brother Ray Is at It Again                                              | 203  | —          | —    | —    | Atlantic                  |
| 1983 | Wish You Were Here Tonight                                              | —    | 29         | —    | —    | Columbia                  |
| 1984 | Do I Ever Cross Your Mind                                               | —    | 55         | —    | —    | Columbia                  |
| 1984 | Friendship                                                              | 75   | 1          | 81   | —    | Columbia                  |
| 1985 | The Spirit of Christmas                                                 | —    | 42         | —    | —    | Columbia                  |
| 1986 | From the Pages of My Mind                                               | —    | 16         | —    | —    | Columbia                  |
| 1988 | Just Between Us                                                         | —    | —          | —    | —    | Columbia                  |
| 1990 | Would You Believe                                                       | —    | —          | —    | —    | Warner                    |
| 1993 | My World                                                                | 145  | —          | —    | —    | Warner                    |
| 1996 | Strong Love Affair                                                      | —    | —          | —    | —    | Warner                    |
| 1996 | Berlin '62                                                              | —    | —          | —    | —    | Pablo                     |
| 2002 | Thanks for Bringing Love Around Again                                   | —    | —          | —    | —    | Vanguard                  |
| 2004 | Genius Loves Company                                                    | 1    | —          | 1    | 18   | Concord                   |
| 2004 | Ray Charles Celebrates a Gospel Christmas With the Voices of Jubilation | 144  | —          | —    | —    | Madacy                    |
| 2004 | Live at the Olympia, 2000                                               | —    | —          | —    | —    | XIII Bis                  |

### Álbuns póstumos
| Ano  | Álbum                                 | Pico | Pico | Pico | Gravadora |
| Ano  | Álbum                                 | US   | CAN  | UK   | Gravadora |
| ---- | ------------------------------------- | ---- | ---- | ---- | --------- |
| 2005 | Genius & Friends                      | 36   | 72   | 142  | Atlantic  |
| 2006 | Ray Sings, Basie Swings               | 23   | 61   | —    | Concord   |
| 2010 | Rare Genius: The Undiscovered Masters | —    | —    | —    | Concord   |

### Coletâneas
Centenas de coletâneas e álbuns com "Greatest Hits"  de Ray Charles foram e continuam a ser lançados por diversas gravadoras ao redor do mundo. Alguns dos mais notáveis inclui:
- 1958: Ray Charles (Coronet)
- 1961: Do the Twist! with Ray Charles (Atlantic)
- 1962: The Ray Charles Story, Volume One (Atlantic)
- 1962: The Ray Charles Story, Volume Two (Atlantic)
- 1963: The Ray Charles Story, Volume Three (Atlantic)
- 1964: The Ray Charles Story, Volume Four (Atlantic)
- 1967: A Man And His Soul (ABC)
- 1970: The Best of Ray Charles (Atlantic)
- 1971: A 25th Anniversary in Show Business Salute to Ray Charles (ABC / Atlantic)
- 1987: Ray Charles Live (Atlantic)
- 1987: Ray Charles - His Greatest Hits, Volume 1/Volume 2 (DCC Compact Classics)
- 1988: Ray Charles Anthology (Rhino (ABC))
- 1989: Seven Spanish Angels and Other Hits (Columbia)
- 1991: The Birth of Soul (Atlantic)
- 1995: Jazz & Blues 3 (Editions Atlas)
- 1997: Genius and Soul: The 50th Anniversary Collection (Rhino)
- 1997: The Complete Swing Time & Down Beat Recordings 1949-1952 (Night Train Int'l)
- 1998: The Complete Country & Western Recordings, 1959-1986 (Rhino)
- 1999: Ultimate Hits Collection (Rhino (WEA))
- 2000: The Very Best of Ray Charles (Rhino (WEA))
- 2001: The Definitive Ray Charles (Rhino (WEA))
- 2003: Ray Charles In Concert (Rhino Handmade)
- 2004: "Ray (soundtrack)" (Rhino (WEA))
- 2005: Pure Genius: The Complete Atlantic Recordings (1952–1959) (Atlantic)
- 2009: Genius! - The Ultimate Ray Charles Collection (Concord Records)
- 2011: Singular Genius: The Complete ABC Singles (Concord)
- 2011: The Complete Early Recordings 1949-1952 (JSP Records)
- 2017: An Introduction To : Ray Charles (Atlantic)

## Singles

### Down Beat e Swing Time
1949: The McSon Trio (Predefinição:Aka Maxin Trio and Maxim Trio):
- "I Love You, I Love You (I Will Never Let You Go)" / "Confession Blues"

"Confession Blues" reached #2 on the US R&B charts.
- "Blues Before Sunrise/How Long Blues"
- "A Sentimental Blues/You'll Never Miss the Water (Until the Well Runs Dry)"
- "Alone in the City/Can Anyone Ask for More?"
- "Here am I" (a.k.a. "Let's Have a Ball") / "Rockin' Chair Blues"
- "Don't Put All Your Dreams in One basket/Ain't That fine"

1949–1953: Ray Charles, The Ray Charles Trio:
- "Sitting on Top of the World (Now She's Gone)/I've Had My Fun (Going Down Slow)" (1949)
- "See See Rider/What Have I Done" (1950)
- "She's on the Ball/Honey Honey" (1950)
- "The Ego Song" ("Sweet As Can Be") / "Late in the Evening" (1950)
- "Someday" (a.k.a. "Worried Life Blues/Someday Baby") / "I'll Do Anything But Work" (1950)
- "Ain't That Fine/Don't Put All Your Dreams in One Basket" (1951)
- "I Wonder Who's Kissing Her Now/All to Myself" (1951)
- "Lonely Boy/Baby Let Me Hold Your Hand" (1951)

"Baby Let Me Hold Your Hand" alcançou #5 nas paradas R&B americanas.
- "Kissa Me Baby" / "I'm Glad for Your Sake" (1952)
- "Baby Won't You Please Come Home" / "Hey Now" (1952)
- "Baby Let Me Hear You Call My Name" / "Guitar Blues" (by the Rufus Beacham Orchestra?) (1952)
- "I Can't Do No More" / "Roly Poly" (a.k.a. "Back Home" by the Rufus Beacham Orchestra)  (1952)
- "Walkin' and Talkin' (To Myself)" / "I'm Wonderin' and Wonderin'" (1952)
- "Misery is in My Heart" / "The Snow is Falling (Snowfall)" (1953)

### Atlantic
A lista de singles abaixo são canções de Ray Charles lançados pela Atlantic entre 1952 e 1980
| Ano  | Single                                                                                  | Posição nas paradas | Posição nas paradas | Álbum                              |
| Ano  | Single                                                                                  | US                  | US R&B              | Álbum                              |
| ---- | --------------------------------------------------------------------------------------- | ------------------- | ------------------- | ---------------------------------- |
| 1952 | "Roll with Me Baby" b/w "The Midnight Hour" (de The Genius Sings the Blues)             | —                   | —                   | What'd I Say                       |
| 1953 | "The Sun's Gonna Shine Again" b/w "Jumpin' in the Mornin'" (apenas single)              | —                   | —                   | Yes Indeed!                        |
| 1953 | "Mess Around" b/w "Funny (But I Still Love You)"                                        | —                   | 3                   | Ray Charles                        |
| 1953 | "Feelin' Sad" b/w "Heartbreaker" (de Yes Indeed!)                                       | —                   | —                   | The Genius Sings the Blues         |
| 1954 | "It Should've Been Me" b/w "Sinner's Prayer" (de Ray Charles)                           | —                   | 5                   | The Ray Charles Story (Volume One) |
| 1954 | "Don't You Know" b/w "Losing Hand"                                                      | —                   | 10                  | Ray Charles                        |
| 1955 | "I've Got a Woman" /                                                                    | —                   | 1                   | Ray Charles                        |
| 1955 | "Come Back"                                                                             | —                   | 4                   | Ray Charles                        |
| 1955 | "This Little Girl of Mine" /                                                            | —                   | 9                   | Ray Charles                        |
| 1955 | "A Fool for You"                                                                        | —                   | 1                   | Ray Charles                        |
| 1955 | "Blackjack" /                                                                           | —                   | 8                   | Yes Indeed!                        |
| 1955 | "Greenbacks"                                                                            | —                   | 5                   | Ray Charles                        |
| 1956 | "Drown in My Own Tears" /                                                               | —                   | 1                   | Ray Charles                        |
| 1956 | "Mary Ann"                                                                              | —                   | 1                   | Ray Charles                        |
| 1956 | "Hallelujah I Love Her So" /                                                            | —                   | 5                   | Ray Charles                        |
| 1956 | "What Would I Do Without You"                                                           | —                   | 5                   | Yes Indeed!                        |
| 1956 | "Lonely Avenue" b/w "Leave My Woman Alone"                                              | —                   | 6                   | Yes Indeed!                        |
| 1957 | "Ain't That Love" b/w "I Want to Know" (de Yes Indeed!)                                 | —                   | 9                   | Ray Charles                        |
| 1957 | "It's All Right" b/w "Get on the Right Track Baby"                                      | —                   | —                   | Yes Indeed!                        |
| 1957 | "Swanee River Rock" b/w "I Want a Little Girl"                                          | 34                  | 14                  | Yes Indeed!                        |
| 1958 | "Talkin' 'bout You" b/w "What Kind of Man Are You" (de What'd I Say)                    | —                   | —                   | Yes Indeed!                        |
| 1958 | "Yes Indeed" b/w "I Had a Dream"                                                        | —                   | —                   | Yes Indeed!                        |
| 1958 | "My Bonnie" b/w "You Be My Baby"                                                        | —                   | —                   | What'd I Say                       |
| 1958 | "Rockhouse (Part 2)" b/w "Rockhouse (Part 1)"                                           | 79                  | 14                  | What'd I Say                       |
| 1959 | "Night Time Is the Right Time" b/w "Tell All the World About You" (de What'd I Say)     | 95                  | 5                   | The Genius Sings the Blues         |
| 1959 | "That's Enough" b/w "Tell Me How Do You Feel"                                           | —                   | 19                  | What'd I Say                       |
| 1959 | "What'd I Say (Part 1)" b/w "What'd I Say (Part 2)"                                     | 6                   | 1                   | What'd I Say                       |
| 1959 | "I'm Movin' On" b/w "I Believe to My Soul"                                              | 40                  | 11                  | The Genius Sings The Blues         |
| 1960 | "Let the Good Times Roll" /                                                             | 78                  | —                   | The Genius of Ray Charles          |
| 1960 | "Don't Let the Sun Catch You Cryin'" /                                                  | 95                  | 17                  | The Genius of Ray Charles          |
| 1960 | "Just for a Thrill" b/w "Heartbreaker" (de Yes Indeed!)                                 | —                   | 16                  | The Genius of Ray Charles          |
| 1960 | "Tell the Truth" b/w "Sweet Sixteen Bars" (de The Ray Charles Story (Volume One))       | —                   | 13                  | Do the Twist with Ray Charles      |
| 1960 | "Come Rain or Come Shine" b/w "Tell Me You'll Wait For Me"                              | 83                  | —                   | The Genius of Ray Charles          |
| 1960 | "Doodlin' (Part 1)" b/w "Doodlin (Part 2)"                                              | —                   | —                   | The Great Ray Charles              |
| 1961 | "Early in the Mornin'" b/w "A Bit of Soul" (de The Ray Charles Story Volume 4)          | —                   | —                   | The Genius Sings the Blues         |
| 1961 | "Am I Blue" b/w "It Should've Been Me" (de The Ray Charles Story (Volume One)           | —                   | —                   | The Genius of Ray Charles          |
| 1961 | "Hard Times (No One Knows Better Than I)" b/w "I Wonder Who"                            | —                   | —                   | The Genius Sings the Blues         |
| 1963 | "Feelin' Sad" b/w "Carrying That Load" (de The Great Hits of Ray Charles)               | 113                 | —                   | The Genius Sings the Blues         |
| 1964 | "Talkin' 'Bout You"" b/w "In a Little Spanish Town" (de The Ray Charles Story Volume 4) | —                   | —                   | Yes Indeed!                        |
| 1968 | "Come Rain or Come Shine" (Relançamento) b/w "Tell Me You'll Wait For Me"               | 98                  | —                   | The Genius of Ray Charles          |
| 1977 | "I Can See Clearly Now" b/w "Anonymous Love"                                            | —                   | 35                  | True to Life                       |
| 1978 | "Game Number Nine" b/w "A Peace That We Never Before Could Enjoy" (de Love & Peace)     | —                   | —                   | True to Life                       |
| 1978 | "Ridin' Thumb" b/w "You Forgot Your Memory" (Apenas single)                             | —                   | —                   | Love & Peace                       |
| 1979 | "Some Enchanted Evening" b/w "You 20th Century Fox" (de Love & Peace)                   | —                   | —                   | Ain't It So                        |
| 1979 | "Just Because" b/w "Love Me or Set Me Free"                                             | —                   | 69                  | Ain't It So                        |
| 1980 | "Compared to What" b/w "Now That We've Found Each Other"                                | —                   | —                   | Brother Ray Is at It Again!        |

### ABC
A lista abaixo é de canções de Ray Charles lançadas pela ABC-Paramount, ABC e subsidiárias Impulse e Tangerine/TRC de 1960 até 1973.
| Ano  | Single Ambos lados do mesmo álbum exceto onde indicado                                                | Posição nas paradas | Posição nas paradas | Posição nas paradas | Posição nas paradas | Posição nas paradas | Posição nas paradas | Álbum                                                  |
| Ano  | Single Ambos lados do mesmo álbum exceto onde indicado                                                | US                  | US R&B              | US AC               | CAN                 | CAN AC              | UK                  | Álbum                                                  |
| ---- | --- | ------------------- | ------------------- | ------------------- | ------------------- | ------------------- | ------------------- | ------------------------------------------------------ |
| 1960 | "My Baby! (I Love Her, Yes I Do)" b/w "Who You Gonna Love"                                            | —                   | —                   | —                   | —                   | —                   | —                   | Apenas singles                                         |
| 1960 | "Sticks and Stones" b/w "Worried Life Blues" (Apenas single)                                          | 40                  | 2                   | —                   | —                   | —                   | —                   | Ray Charles' Greatest Hits                             |
| 1960 | "Georgia on My Mind" b/w "Carry Me Back to Old Virginny"                                              | 1                   | 3                   | —                   | —                   | —                   | 24                  | The Genius Hits The Road                               |
| 1960 | "Ruby" /                                                                                              | 28                  | 10                  | —                   | —                   | —                   | —                   | Dedicated to You                                       |
| 1960 | "Hardhearted Hannah"                                                                                  | 55                  | —                   | —                   | —                   | —                   | —                   | Dedicated to You                                       |
| 1960 | "Them That Got" b/w "I Wonder"                                                                        | 58                  | 10                  | —                   | —                   | —                   | —                   | Ray Charles' Greatest Hits                             |
| 1961 | "One Mint Julep" b/w "Let's Go"                                                                       | 8                   | 1                   | —                   | —                   | —                   | —                   | Genius + Soul = Jazz                                   |
| 1961 | "I've Got News for You" /                                                                             | 66                  | 8                   | —                   | —                   | —                   | —                   | Genius + Soul = Jazz                                   |
| 1961 | "I'm Gonna Move to the Outskirts of Town"                                                             | 84                  | 25                  | —                   | —                   | —                   | —                   | Genius + Soul = Jazz                                   |
| 1961 | "Hit the Road Jack" b/w "The Danger Zone"                                                             | 1                   | 1                   | —                   | —                   | —                   | 6                   | Ray Charles' Greatest Hits                             |
| 1961 | "Unchain My Heart" /                                                                                  | 9                   | 1                   | —                   | —                   | —                   | —                   | Ray Charles' Greatest Hits                             |
| 1961 | "But On the Other Hand Baby"                                                                          | 72                  | 10                  | —                   | —                   | —                   | —                   | Ray Charles' Greatest Hits                             |
| 1962 | "Baby, It's Cold Outside" b/w "We'll Be Together Again" (Ambas com Betty Carter)                      | 91                  | —                   | —                   | —                   | —                   | —                   | Ray Charles & Betty Carter                             |
| 1962 | "Hide Nor Hair" /                                                                                     | 20                  | 7                   | —                   | —                   | —                   | —                   | Apenas singles                                         |
| 1962 | "At the Club"                                                                                         | 44                  | 7                   | —                   | —                   | —                   | —                   | Apenas singles                                         |
| 1962 | "I Can't Stop Loving You" /                                                                           | 1                   | 1                   | 1                   | —                   | —                   | 1                   | Modern Sounds in Country and Western Music             |
| 1962 | "Born to Lose"                                                                                        | 41                  | —                   | 13                  | —                   | —                   | —                   | Modern Sounds in Country and Western Music             |
| 1962 | "You Don't Know Me" /                                                                                 | 2                   | 5                   | 1                   | —                   | —                   | 9                   | Modern Sounds in Country and Western Music             |
| 1962 | "Careless Love"                                                                                       | 60                  | —                   | 19                  | —                   | —                   | —                   | Modern Sounds in Country and Western Music             |
| 1962 | "You Are My Sunshine" /                                                                               | 7                   | 1                   | —                   | —                   | —                   | —                   | Modern Sounds in Country and Western Music, Volume Two |
| 1962 | "Your Cheatin' Heart"                                                                                 | 29                  | 23                  | 7                   | —                   | —                   | 13                  | Modern Sounds in Country and Western Music, Volume Two |
| 1963 | "Don't Set Me Free" /                                                                                 | 20                  | 9                   | —                   | —                   | —                   | 37                  | Apenas singles                                         |
| 1963 | "The Brightest Smile in Town"                                                                         | 92                  | —                   | —                   | —                   | —                   | —                   | Apenas singles                                         |
| 1963 | "Take These Chains from My Heart" /                                                                   | 8                   | 7                   | 3                   | —                   | —                   | 5                   | Modern Sounds in Country and Western Music, Volume Two |
| 1963 | "No Letter Today"                                                                                     | 105                 | —                   | —                   | —                   | —                   | —                   | Modern Sounds in Country and Western Music, Volume Two |
| 1963 | "No One" /                                                                                            | 21                  | 9                   | 6                   | —                   | —                   | 35                  | Apenas singles                                         |
| 1963 | "Without Love (There Is Nothing)"                                                                     | 29                  | 15                  | —                   | —                   | —                   | —                   | Apenas singles                                         |
| 1963 | "Busted" /                                                                                            | 4                   | 3                   | —                   | —                   | —                   | 21                  | Ingredients in a Recipe for Soul                       |
| 1963 | "Making Believe"                                                                                      | 102                 | —                   | —                   | —                   | —                   | —                   | Modern Sounds in Country and Western Music, Volume Two |
| 1964 | "That Lucky Old Sun" b/w "Old Man Time"                                                               | 20                  | —                   | 10                  | —                   | —                   | —                   | Ingredients in a Recipe for Soul                       |
| 1964 | "My Heart Cries for You" /                                                                            | 38                  | [A] 9               | 12                  | —                   | —                   | —                   | Apenas single                                          |
| 1964 | "Baby, Don't You Cry"                                                                                 | 39                  | [A] 7               | —                   | —                   | —                   | —                   | Sweet and Sour Tears                                   |
| 1964 | "My Baby Don't Dig Me" b/w "Something's Wrong"                                                        | 51                  | [A] 13              | —                   | —                   | —                   | —                   | Apenas singles                                         |
| 1964 | "A Tear Fell" /                                                                                       | 50                  | [A] 13              | 6                   | 39                  | —                   | —                   | Sweet and Sour Tears                                   |
| 1964 | "No One to Cry To"                                                                                    | 55                  | [A] 14              | 8                   | —                   | —                   | —                   | Sweet and Sour Tears                                   |
| 1964 | "Smack Dab in the Middle" b/w "I Wake Up Crying" (Apenas single)                                      | 52                  | [A] 19              | 13                  | —                   | —                   | —                   | Have a Smile with Me                                   |
| 1965 | "Makin' Whoopee" b/w "Makin' Whoopee" (Instrumental)                                                  | 46                  | [A] 10              | 11                  | —                   | —                   | 42                  | Live In Concert                                        |
| 1965 | "Cry" /                                                                                               | 58                  | —                   | 11                  | —                   | —                   | —                   | Sweet and Sour Tears                                   |
| 1965 | "Teardrops from My Eyes"                                                                              | 112                 | —                   | —                   | —                   | —                   | —                   | Sweet and Sour Tears                                   |
| 1965 | "I Gotta Woman" (Part One) b/w "I Gotta Woman" (Part Two)                                             | 79                  | —                   | —                   | —                   | —                   | —                   | Live In Concert                                        |
| 1965 | "Without a Song" (Part 1) b/w "Without a Song" (Part 2)                                               | 112                 | —                   | —                   | —                   | —                   | —                   | Apenas singles                                         |
| 1965 | "I'm a Fool to Care" b/w "Love's Gonna Live Here (Swingola)"                                          | 84                  | —                   | 22                  | 26                  | —                   | —                   | Apenas singles                                         |
| 1965 | "The Cincinnati Kid (canção)The Cincinnati Kid" b/w "That's All I Am to You"                          | 115                 | —                   | 19                  | —                   | —                   | —                   | Apenas singles                                         |
| 1966 | "Crying Time" b/w "When My Dreamboat Comes Home" (Apenas single)                                      | 6                   | 5                   | 1                   | 4                   | —                   | 38                  | Crying Time                                            |
| 1966 | "Together Again" /                                                                                    | 19                  | 10                  | 1                   | 17                  | —                   | 48                  | Country and Western Meets Rhythm and Blues             |
| 1966 | "You're Just About to Lose Your Clown"                                                                | 91                  | —                   | —                   | —                   | —                   | —                   | Crying Time                                            |
| 1966 | "Let's Go Get Stoned" b/w "The Train" (Apenas single)                                                 | 31                  | 1                   | —                   | 57                  | —                   | —                   | Crying Time                                            |
| 1966 | "I Chose to Sing the Blues" b/w "Hopelessly" (Apenas single)                                          | 32                  | 22                  | —                   | 44                  | —                   | —                   | A Man and His Soul                                     |
| 1966 | "Please Say You're Fooling" /                                                                         | 64                  | —                   | 30                  | 68                  | —                   | —                   | Ray's Moods                                            |
| 1966 | "I Don't Need No Doctor"                                                                              | 72                  | 45                  | —                   | —                   | —                   | —                   | A Man and His Soul                                     |
| 1967 | "I Want to Talk About You" /                                                                          | 98                  | —                   | —                   | —                   | —                   | —                   | Apenas singles                                         |
| 1967 | "Something Inside Me"                                                                                 | 112                 | —                   | —                   | —                   | —                   | —                   | Apenas singles                                         |
| 1967 | "Here We Go Again" /                                                                                  | 15                  | 5                   | 38                  | —                   | —                   | —                   | Ray Charles Invites You to Listen                      |
| 1967 | "Somebody Ought to Write a Book About It"                                                             | 105                 | —                   | —                   | —                   | —                   | —                   | Apenas singles                                         |
| 1967 | "In the Heat of the Night" b/w "Something's Got to Change"                                            | 33                  | 21                  | —                   | —                   | —                   | —                   | Apenas singles                                         |
| 1967 | "Yesterday" b/w "Never Had Enough Of Nothing Yet" (Apenas single)                                     | 25                  | 9                   | —                   | —                   | —                   | 44                  | Ray Charles Invites You to Listen                      |
| 1968 | "That's a Lie" b/w "Go On Home"                                                                       | 64                  | 11                  | —                   | —                   | —                   | —                   | Apenas singles                                         |
| 1968 | "Eleanor Rigby" /                                                                                     | 35                  | 30                  | 33                  | 45                  | —                   | 36                  | A Portrait of Ray                                      |
| 1968 | "Understanding"                                                                                       | 46                  | 13                  | —                   | —                   | —                   | —                   | A Portrait of Ray                                      |
| 1968 | "Sweet Young Thing Like You" /                                                                        | —                   | —                   | —                   | 57                  | —                   | —                   | A Portrait of Ray                                      |
| 1968 | "Listen, They're Playing My Song"                                                                     | 92                  | —                   | —                   | —                   | —                   | —                   | Apenas single                                          |
| 1969 | "If It Wasn't for Bad Luck" / (Com Jimmy Lewis)                                                       | 77                  | 21                  | —                   | 66                  | —                   | —                   | Doing His Thing                                        |
| 1969 | "When I Stop Dreaming"                                                                                | 112                 | —                   | 25                  | —                   | —                   | —                   | Apenas single                                          |
| 1969 | "I Didn't Know What Time It Was" b/w "I'll Be Your Servant" (Apenas single)                           | 105                 | —                   | —                   | 74                  | 18                  | —                   | I'm All Yours Baby!                                    |
| 1969 | "Let Me Love You" b/w "I'm Satisfied"                                                                 | 94                  | 28                  | —                   | 64                  | —                   | —                   | Apenas singles                                         |
| 1969 | "We Can Make It" b/w ""I Can't Stop Loving You Baby" (Apenas single)                                  | 101                 | 31                  | —                   | 93                  | —                   | —                   | Doing His Thing                                        |
| 1970 | "Claudie Mae" b/w "Someone To Watch Over Me"                                                          | 111                 | —                   | —                   | —                   | —                   | —                   | Apenas singles                                         |
| 1970 | "Laughin and Clownin" b/w "That Thing Called Love" (de Doing His Thing)                               | 98                  | 18                  | —                   | —                   | —                   | —                   | Apenas singles                                         |
| 1970 | "If You Were Mine" b/w "Till I Can't Take It Anymore"                                                 | 41                  | 19                  | 26                  | 65                  | —                   | —                   | Love Country Style                                     |
| 1971 | "Don't Change on Me" /                                                                                | 36                  | 13                  | 22                  | —                   | —                   | —                   | Love Country Style                                     |
| 1971 | "Sweet Memories"                                                                                      | —                   | —                   | 27                  | —                   | 5                   | —                   | Love Country Style                                     |
| 1971 | "Booty Butt" b/w "Sidewinder" (Ambas como The Ray Charles Orchestra)                                  | 31                  | 13                  | —                   | —                   | —                   | —                   | My Kind of Jazz                                        |
| 1971 | "Feel So Bad" b/w "Your Love Is So Doggone Good" (de Love Country Style)                              | 68                  | 16                  | —                   | —                   | —                   | —                   | Volcanic Action of My Soul                             |
| 1972 | "What Am I Living For" b/w "Tired of My Tears" (Apenas single)                                        | 54                  | —                   | 20                  | —                   | —                   | —                   | Volcanic Action of My Soul                             |
| 1972 | "Look What They've Done to My Song, Ma" b/w "America The Beautiful"                                   | 65                  | 25                  | —                   | —                   | —                   | —                   | A Message from the People                              |
| 1972 | "Hey Mister" b/w "There'll Be No Peace Without All Men As One"                                        | 115                 | 47                  | —                   | —                   | —                   | —                   | A Message from the People                              |
| 1973 | "I Can Make It Thru the Days (But Oh Those Lonely Nights)" b/w "Ring Of Fire" (de Love Country Style) | 81                  | 21                  | —                   | —                   | —                   | —                   | Through the Eyes of Love                               |

- A↑ No período entre novembro de 1963 e janeiro de 1965, a Billboard não tenha publicado uma parada de single R&B singles. As posições mostradas são da parada R&B da revista Cashbox neste período.

### CrossOver
Esta lista abaixo é de canções de Ray Charles lançadas pela gravadora CrossOver entre 1973 e 1976.
| Ano  | Single                                                  | Posição nas paradas | Posição nas paradas | Posição nas paradas | Posição nas paradas | Posição nas paradas | Posição nas paradas | Álbum             |
| Ano  | Single                                                  | US                  | US R&B              | US AC               | CAN                 | CAN AC              | UK                  | Álbum             |
| ---- | ------------------------------------------------------- | ------------------- | ------------------- | ------------------- | ------------------- | ------------------- | ------------------- | ----------------- |
| 1973 | "Come Live with Me" b/w "Everybody Sing"                | 82                  | 30                  | 20                  | —                   | 30                  | —                   | Come Live with Me |
| 1974 | "Louise" b/w "Somebody"                                 | —                   | 77                  | —                   | —                   | —                   | —                   | Come Live with Me |
| 1975 | "Living for the City" b/w "Then We'll Be Home"          | 91                  | 22                  | —                   | —                   | —                   | —                   | Renaissance       |
| 1976 | "America the Beautiful" b/w "Sunshine" (de Renaissance) | —                   | 98                  | —                   | —                   | —                   | —                   | Apenas single     |

### Canções country pela Columbia Records
Listadas abaixo são canções de Ray Charles lançadas pela Columbia Records com música country.
| Ano  | Single                                                   | Posição nas paradas | Posição nas paradas | Álbum                      |
| Ano  | Single                                                   | US Country          | CAN Country         | Álbum                      |
| ---- | -------------------------------------------------------- | ------------------- | ------------------- | -------------------------- |
| 1983 | "Born to Love Me"                                        | 20                  | 25                  | Wish You Were Here Tonight |
| 1983 | "Ain't Your Memory Got No Pride at All"                  | 82                  | —                   | Wish You Were Here Tonight |
| 1983 | "3/4 Time"                                               | 37                  | —                   | Wish You Were Here Tonight |
| 1984 | "We Didn't See a Thing" (com George Jones & Chet Atkins) | 6                   | 7                   | Friendship                 |
| 1984 | "Do I Ever Cross Your Mind"                              | 50                  | —                   | Do I Ever Cross Your Mind  |
| 1984 | "Rock and Roll Shoes" (com B.J. Thomas)                  | 14                  | 15                  | Friendship                 |
| 1985 | "Seven Spanish Angels" (com Willie Nelson)               | 1                   | 1                   | Friendship                 |
| 1985 | "It Ain't Gonna Worry My Mind" (com Mickey Gilley)       | 12                  | 31                  | Friendship                 |
| 1985 | "Two Old Cats Like Us" (com Hank Williams, Jr.)          | 14                  | 18                  | Friendship                 |
| 1986 | "The Pages of My Mind"                                   | 34                  | 54                  | From the Pages of My Mind  |
| 1986 | "Dixie Moon"                                             | 66                  | —                   | From the Pages of My Mind  |
| 1987 | "A Little Bit of Heaven"                                 | 76                  | —                   | From the Pages of My Mind  |

### Outros lançamentos
Listadas abaixo estão várias canções de Ray Charles lançadas por várias gravadoras.
| Ano  | Single                                                | Posição nas paradas | Posição nas paradas | Posição nas paradas | Posição nas paradas | Posição nas paradas | Posição nas paradas | Posição nas paradas | Posição nas paradas |
| Ano  | Single                                                | US                  | US R&B              | US AC               | US Dance            | CAN                 | CAN AC              | UK                  | Japan               |
| ---- | ----------------------------------------------------- | ------------------- | ------------------- | ------------------- | ------------------- | ------------------- | ------------------- | ------------------- | ------------------- |
| 1986 | "Baby Grand" (com Billy Joel)                         | 75                  | —                   | 3                   | —                   | —                   | —                   | —                   | —                   |
| 1989 | "Ellie My Love" (Southern All Stars cover)            | —                   | —                   | —                   | —                   | —                   | —                   | —                   | 3                   |
| 1990 | "I'll Be Good to You" (com Quincy Jones & Chaka Khan) | 18                  | 1                   | 30                  | 1                   | —                   | —                   | 21                  | —                   |
| 1993 | "A Song for You"                                      | 104                 | 57                  | 9                   | —                   | 35                  | 12                  | —                   | —                   |
| 2002 | "Mother"                                              | —                   | 72                  | —                   | —                   | —                   | —                   | —                   | —                   |
| 2005 | "You Don't Know Me" (com Diana Krall)                 | —                   | —                   | 21                  | —                   | —                   | —                   | —                   | —                   |
| 2006 | "Walkin' & Talkin'"                                   | —                   | —                   | —                   | 6                   | —                   | —                   | —                   | —                   |

## Performances em vídeo
- O Genio - Live in Brazil 1963 (Rhino) 1963 São Paulo
- The Dick Cavett Show - Ray Charles Collection (Shout Factory Theatre) aparições em TV de 1972 e 1973
- Soul of the Holy Land (Xenon) 1973 turnê por Israel
- Ray Charles Live - In Concert with the Edmonton Symphony (Eagle Rock) 1981
- Ray Charles - 50 Years in Music (Image Entertainment) 1991 Pasadena, Califórnia
- Live at Montreux, 1997 (Eagle Rock Ent., Sunset Home Visual Entertainment)
- Ray Charles, Live at the Olympia, 2000 (XIII Bis) 2000 Paris
- Ray Charles in Concert (com convidado especial Diane Schuur) (Image Entertainment) 1999 Miami Lighthouse para o benefício de cegos
- Ray Charles Celebrates a Gospel Christmas w/Voices of Jubilation (Urban Works, Medialink Ent Llc) 2002 Green Bay, WI
- The Legend Lives On (Immortal) compilação com várias performances em vídeo

## Ligações Externas
- Discografia de Ray Charles no Discogs.com
- http://raycharles.com/ (features a discography)
- Ray Charles Discography at Allmusic.com
- Robert Christgau review of several Charles albums
- Ray Charles lyrics at Yahoo! Music